# 하이브리드 차일드
《하이브리드 차일드》(Hybrid Child)는 나카무라 슌기쿠 작품의 SBBC COMIC. 아스카 CL-DX에서 연재된 만화작품이다.

## 개요
2003년 〈BE×BOY GOLD〉 8월호에 게재된 뒤 2004년 6월호부터 같은 해 10월호까지 연재됐다. 그 후 그리는 즙도 수록한 만화책을 2005년 3월 10일에 발행되었다.
주인의 애정을 반영하고 성장하는 이상한 인형 하이브리드 차일드에 대한 단편 3편의 옴니버스 형식의 순애보로 마린 엔터테인먼트에서 드라마 CD도 발매되고 있다.

## 줄거리
일생에 한번의 사랑. 당신을 사랑한 기억만이 이 가슴에 단 하나…. 그것은 어느 의미, 거울. 기계로도 인형도 아니고 주인의 애정을 반영하고 성장하는 사람 모양, 그것이 〈하이브리드 차일드〉.
이는 남편과 〈하이브리드 차일드〉가 뽑은 마음의 이야기. 주인은 〈하이브리드 차일드〉에 무엇을 바랐느냐. 〈하이브리드 차일드〉는 남편의 무엇을 담은 것? 그리고 〈하이브리드 차일드〉는 왜 생겨났을까….
생애 단 한 사람만 그리워하는 한결같은 사랑을 묘사한 사랑스러운 동화.

## 등장인물
드라마 CD / OVA 애니메이션순.
코타로 이즈미 (일본어: 和泉 小太郎)
성우 : 후쿠야마 쥰 / 오카모토 노부히코, 소년 시절 : 이와사키 메구미
하즈키 (일본어: 葉月)
성우 : 토리우미 코스케, 소년 시절 : 콘노 마히로 / 히라카와 다이스케
쿠로다 (일본어: 黒田)
성우 : 이노우에 카즈히코, 소년 시절 : 하야미즈 리사 / 오노 유우키, 소년 시절 : 마루야마 나오미
유즈 (일본어: ゆず)
성우 : 미야타 코우키 / 요나가 츠바사
이치 세야 (일본어: 瀬谷 壱)
성우 : 스와베 쥰이치, 소년 시절 : 기무라 하루카 / 키무라 료헤이, 소년 시절 : 스기무라 사카코
츠키시마 (일본어: 月島)
성우 : 미도리카와 히카루, 소년 시절 : 마스 노조미 / 마츠오카 요시츠구, 소년 시절 : 기무라 마유

## 같이 보기
- 순정 로맨티카
- 세계 제일의 첫사랑